# Extracto

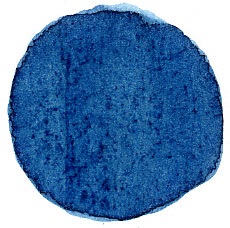
Muestra de extracto de añil preparada sobre papel.

Un extracto es una sustancia obtenida por extracción de una parte de una materia prima, a menudo usando un solvente como etanol o agua. Los extractos pueden comercializarse como tinturas o en forma de polvo.
Los principios aromáticos de muchas especias, frutos secos, hierbas, frutas, etcétera y algunas flores se comercializan como extractos, estando entre los extractos auténticos más conocidos los de almendra, canela, clavo, jengibre, limón, nuez moscada, naranja,  menta, pistacho, rosa,  hierbabuena, vainilla, violeta y té de Canadá.

## Técnicas de extracción
La mayoría de esencias naturales se obtienen extrayendo el aceite esencial de las flores, frutas, raíces, etcétera, o de la planta entera, mediante cuatro técnicas:
- Prensado, cuando el aceite es abundante y fácil de obtener, como en la piel de limón.
- Absorción, generalmente por infusión en alcohol, como las vainas de vainilla.
- Maceración, usada para crear trozos pequeños de un total, como en la elaboración del extracto de menta, etcétera.
- Destilación, usada como la maceración, aunque en muchos casos exige un conocimiento químico experto y el uso de costosos alambiques.

Los sabores distintivos de casi todas las frutas aceptadas popularmente en el mundo son complementos muy deseables para muchas recetas, pero solo para unos pocos resulta práctico obtener un extracto de sabor concentrado con la potencia suficiente. De estos los más importantes son los del limón, la naranja y la vaina de vainilla.

## Esencias creadas químicamente
La mayoría de los demás sabores de fruta concentrados, como plátano, cereza, mora, melocotón, piña, frambuesa y fresa, se producen combinando varios ésteres con aceites especiales. Los colores deseados suelen obtenerse usando colorantes. Entre los ésteres más usados están el acetato de etilo y el butirato de etilo. Los principales factores en la producción de extracto artificial de plátano y piña, también importantes en la fabricación del extracto de fresa, son el acetato de amilo y el butirato de amilo, siendo el alcohol de amilo el principal constituyente de la parte de alcohol obtenida por la destilación de cereal y fécula de patata, conocida como aceite de fusel.
Los extractos artificiales, por lo general, no tienen la delicadeza del sabor frutal, pero se acercan lo suficiente como para poder usarse cuando la esencia auténtica es imposible de obtener o resulta demasiado cara.

## Aplicación en cosmética natural
Los extractos son seleccionados, tratados y purificados para aplicarse en fitoterapia y fitocosmética. Esto es gracias a su capacidad para el tratamiento del cuidado de la piel y del cabello. Sus propiedades dermatológicas son muchas y variadas, por lo tanto pueden satisfacer casi todas las necesidades estéticas.